# Wes Brown
Wesley Michael "Wes" Brown (ur. 13 października 1979 w Manchesterze) – angielski piłkarz występujący na pozycji prawego lub środkowego obrońcy.

## Kariera klubowa
Wes pochodzi z Manchesteru. W wieku 12 lat dołączył do juniorskiego zespołu miejscowego Manchesteru United. Brown wraz z młodzieżową ekipą zdobył Młodzieżowy Puchar Anglii. Został także wybrany Młodym Graczem Roku. 4 listopada 1996 podpisał zawodowy kontrakt z Czerwonymi Diabłami. W Premier League zadebiutował 4 maja 1998 w meczu z Leeds United. W następnym sezonie Wes wystąpił już w kilku spotkaniach, od pierwszej minuty grając na pozycji prawego, jak i również środkowego obrońcy. Rok później Wes wraz z Manchesterem został Mistrzem Anglii, zdobył Puchar Anglii i wygrał Ligę Mistrzów. W sezonie 1999/00 Manchester znów wygrał ligę, jednak Wes nie wystąpił w żadnym spotkaniu. W następnym sezonie Brown zagrał już w 28 ligowych pojedynkach i powtórzył wcześniejszy sukces. Mistrzem Anglii został także w sezonie 2002/03. Wystąpił wtedy w 22 pojedynkach. Zdobył także wówczas Tarczę Wspólnoty. Rok później Wes wystąpił w finale Pucharu Anglii przeciwko Millwall F.C. wygranym przez jego ekipę 3-0. Następnym trofeum zdobytym przez Browna był Puchar Ligi Angielskiej zdobyty dwa lata później. W następnych dwóch sezonach Wes dalej był podstawowym zawodnikiem swojego klubu. W tym czasie zdobył wraz z nim dwa Mistrzostwa Anglii, Tarczę Wspólnoty, a także Ligę Mistrzów. W listopadzie 2008 roku przeszedł operację kostki i do końca roku nie wystąpił w żadnym spotkaniu. Dotychczas w Manchesterze United zaliczył 232 ligowe występy, w których zdobył 3 bramki.
7 lipca 2011 podpisał kontrakt z klubem Sunderland.

## Kariera reprezentacyjna
W reprezentacji swojego kraju Wes zadebiutował 26 kwietnia 1999 roku w zremisowanym 1-1 towarzyskim spotkaniu z reprezentacją Węgier. 3 lata później Sven-Göran Eriksson powołał go na odbywający się w Japonii oraz Korei Południowej Mundial. Na tym turnieju Anglia dotarła do ćwierćfinału, w którym przegrała 1-2 z Brazylią a sam Brown nie wystąpił w żadnym spotkaniu. Od roku 2003 Wes przestał grać w kadrze. Do reprezentacji powrócił 9 lutego 2005, kiedy to wystąpił w zremisowanym 0-0 meczu z Holandią. 20 sierpnia 2008 w towarzyskim meczu z Czechami strzelił swojego pierwszego i jedynego gola dla reprezentacji. W barwach narodowych wystąpił 23 razy. W sierpniu 2010 zakończył karierę w reprezentacji.